# Ingólfur Arnarson
Ingólfur Arnarson - norveški osvajač nenaseljenih zemalja (od staronorveške riječi Landnám što u prijevodu znači uzimati zemlju). 
Prema srednjovjekovnom manuskriptu Landnámabók (često skraćenog naziva Landnáma) on je prvi stalni naseljenik Islanda i osnivač Reykjavíka, koji je sagradivši farmu godine 874. postavio temelje budućem gradu.
Ingólfur (hrv. Ingolf) je bio porijeklom iz područja Fjaler u okrugu Sogn og Fjordane u zapadnoj Norveškoj.

## Prvi naseljenik
Vijest o nenaseljenom otoku koju je u Norvešku donio Viking Flóki Vilgerdarson (isl. Flóki Vilgerðarson) došla je i do dva mladića, bliskih prijatelja i posvojene braće, Ingólfura Arnarsona i Hjörleifura Hróðmarssona. 
Vraćajući se kući kao bogataši nakon vikinških pohoda, našli su se u svađi sa sinovima lokalnog moćnika, te su u sukobu ubili dvojicu njih. On je, naravno bio bijesan i prisilio ih je da mu zauzvrat daju svu svoju zemlju. Sada bez svoje zemlje u Norveškoj, morali su je pronaći na nekom drugom području.
Braća su otplovila na Island, zadržali se u jugoistočnom dijelu i istraživali okolicu. Zaključivši da je tlo dobro i plodno, odlučili su se tu trajno naseliti. Ponovno se vrativši u Norvešku, prodali su sve što nisu mogli ponijeti sa sobom i na svoje brodove ukrcali obitelji, dobrovoljce, robove, životinje, hranu, te otplovili prema Islandu oko 870. godine.
Hjörleifur je bio prilično liberalan po pitanju vjerskih uvjerenja, no Ingólfur je bio štovatelj sudbine i praznovjerja. Htijući da mu bogovi kažu gdje će živjeti u toj novoj zemlji, približivši se obali je po drevnom običaju bacio u more izrezbarene stupove visokih drvenih sjedala (izv. Öndvegissúlur), dio namještaja iz kuće u Norveškoj i rekao da će se naseliti gdje god one isplivaju na kopno. 
Isprva se Ingólfur skrasio na mjestu zvanom Ingólfshöfði na jugoistoku, nedaleko od sadašnjeg nacionalnog parka Skaftafell. Međutim, Hjörleifur je otplovio dalje na zapad i smjestio se u mjestu Hjörleifshöfði na središnjem dijelu južne obale blizu današnjeg gradića Vík.

## Potraga za mjestom naseljavanja
Sljedećeg proljeća je Hjörleifur naredio irskim robovima, koje je uhvatio na vikinškom putovanju i poveo sa sobom, da obrade polje i posiju sjeme. No oni su se pobunili, ubili Hjörleifura i njegove ljude i otplovili na otoke nedaleko od južne obale, a sa sobom su poveli i žene ubijenih. 
Nedugo potom je Ingólfur došao u posjet bratu, te ih pronašao mrtve. Žaleći za njima je rekao da se to događa onima koji nisu dovoljno odani staroj vjeri. Otišao je na otoke, ubio robove i spasio žene. Jedna od njih je bila njegova sestra Helga, koja je bila Hjörleifurova žena. 
S obzirom na to da su Vikinzi ponekada Irce zvali "zapadnjaci" (isl. Vestmenn) po položaju njihove zemlje na vikinškim plovidbenim pravcima, Ingólfur je ove otoke nazvao Vestmannaeyjar ili "Otoci Zapadnjaka" po odbjeglim robovima, a naziv se zadržao do današnjih dana.
Sa svojim ljudima se naselio u Hjörleifshöfðiju i tamo ostao godinu dana. Cijelo vrijeme se kretao uzduž obale prema zapadu tražeći gdje je more izbacilo stvari koje je bio bacio pred obalom. U trećoj godini svog boravka u novoj zemlji sagradio je kuću u podnožju brda Ingólfsfjall u blizini današnjeg grada Selfoss. 
Sljedećeg ljeta su robovi koje je bio poslao u potragu konačno pronašli ostatke u malom zaljevu ili fjordu na sjeverozapadnoj obali, a Ingólfur je bio toliko sretan da im je dao slobodu. Ovaj pronalazak je protumačio kao božji znak te odlučio sagraditi trajnu naseobinu. Na tom mjestu je bilo mnogo izvora vruće vode, koji do tada norvežanima nisu bili poznati. 
Svoj novi dom je nazvao Reykjavík ili "dimni zaljev" po bijeloj pari i dimu koje je vidio da se uzdiže iz izvora. To je danas mjesto na kojem se nalazi glavni grad Islanda, Reykjavík.
Zemlja koju je Ingólfur prisvojio se sastojala od čitavog jugozapadnog dijela otoka, od Hvalfjörðura (fjord kitova) na zapadu do rijeke Ölfusá na istoku. Kako je to područje bilo mnogo veći teritorij no što je on trebao, veliki dio je prodao ili dao prijateljima i obitelji koji su stigli kasnije. Postalo je uobičajeno reći da je Ingólfur Arnarson započeo naseljavanje Islanda godine 874., iako bi stvarna godina mogla biti i nešto ranije.

## Valovi imigranata
Nakon što su se Ingólfur i njegova žena Hallveig Fródadóttir smjestili u Reykjavíku, još se mnogo ljudi počelo doseljavati na Island. Period od 870. do 930. se naziva Doba naseljavanja (isl. Landnámsöld). 
Događaji iz ovog razdoblja su zabilježeni u Eddama i Sagama, islandskoj srednjovjekovnoj književnosti, prije svega u Knjizi Islanđana (isl. Íslendingabók) i Knjizi Naseljavanja (isl. Landnámabók). 
Ari Mudri (isl. Ari fróði Þorgilsson) u svojoj knjizi Íslendingabók navodi da je "...u šezdeset zima Island bio potpuno naseljen i ne više nakon toga."
Nijedna druga europska nacija nema tako jasne zabilješke o svojem porijeklu i nastajanju kao Islanđani.
Ovi najraniji zapisi navode imena više od 400 naseljenika, njihovo obiteljsko porijeklo, detalje otkuda dolaze i mjesta gdje su se naselili. Posve je sigurno da se mnogo veći broj ljudi zapravo naselio na Islandu ali su samo oni najutjecajniji bili zabilježeni. 
Osim Ingólfura Arnarsona u Reykjavíku, poznatiji naseljenici toga doba su bili još i Skallagrímur Kveldúlfsson i Audur Dubokoumna (staronorv. Auðr djúpúðga Ketilsdóttir) na zapadu, Ingimundur Stari (isl. Ingimundur gamli Þorsteinsson) i Helgi Mršavi (isl. Helgi magri Eyvindarson) na sjeveru, zatim Hrollaugur Rögnvaldsson na istoku i Ketilbjörn Stari (isl. Ketilbjörn gamli Ketilsson ) na jugu Islanda.
Velika većina doseljenika je došla sa zapada i jugozapada Norveške a neki su bili i iz drugih Nordijskih zemalja. Znatan broj bio je porijeklom i s Britanskih otoka, naročito iz Irske, Škotske i otoka zapadno i sjeverno od Škotske. Ispreplićući se, ovi su doseljenici zasnovali novi narod, Islanđane, koji je brzo razvio prepoznatljive običaje, kulturu, jezik i literaturu.
Mnogo je razloga za ovaj imigracijski val. U mnogim zemljama bila je prisutna stalna potreba za novim komadom zemlje. Drugdje su ljudi tražili sigurno utočište i bijeg od nasilja i pljačke. Island im je nudio oboje, i zemlju i slobodu u izobilju. 
U Norveškoj je u to vrijeme kralj Harald I. Ljepokosi (staronorv. Haraldr hárfagri) uspio ujediniti zemlju u jedinstvenu državu, pa su u ratovanju i sukobima koji su nastajali mnogi bogataši i uglednici postali njegovi neprijatelji te su bježali. Drugi su prezirući i teško podnoseći njegove odredbe, poreze i ugnjetavanje odlučili otići na Island. Kralju se nije svidjelo ovo masovno iseljavanje, a kada je njegov pokušaj da ga zaustavi propao, napravljen je sporazum koji je stupio na snagu da svi oni koji su otišli na Island moraju platiti porez, koji je postao trajan. 
Još jedan razlog se mora uzeti u obzir, a to je nagli porast tempa života u vikinško doba, kada je plovidba otvorenim morem bila posve normalna pojava pa su i putovanja iz jedne zemlje u drugu postala dio svakodnevnice.